# Rossend Serra i Pagès
Rossend Serra i Pagès (Gracia, 1 de marzo de 1863-Barcelona, 1 de febrero de 1929) fue un folklorista español que desarrolló su actividad desde finales del siglo XIX y durante todo el primer tercio del siglo XX.

## Personaje polifacético
Nació el 1 de marzo de 1863 en Gracia. Fue un personaje culto y polifacético: desde escritor literario y ensayista de ciencias sociales hasta profesor de estudios de comercio mercantiles. Asimismo, fue un gran conferenciante. Entre algunas de sus primeras actividades figuran cursos impartidos por él de gramática catalana (anteriores a la normativa), colaboró en la redacción de diccionarios de topónimos de Cataluña; de bibliotecario en el Ateneo Barcelonés y en la Sociedad de Geografía Comercial, secretario de los Juegos Florales (1904), etc.
Además, viajó por Europa cosa que le permitió entrar en contacto con las últimas exploraciones y conocimientos geográficos, nuevos sistemas educativos... que aplicó más tarde en su actividad docente de geografía comercial y mercantil. A pesar de todo, su faceta de etnógrafo ha sido la que le ha dado más notoriedad. Falleció en 1 de febrero de 1929 en Barcelona y fue enterrado en el cementerio nuevo.

## El interés por la cultura popular
Si bien su actividad profesional se desarrolló en el ámbito de la docencia, desde muy pronto se interesó por la filología y la literatura; por la geografía; y por el saber popular y el folklore, actividades muy vinculadas al espíritu de la Renaixença catalana.
Preocupado porque no se perdiese todo lo tradicional y popular, escribió uno de los primeros tratados de folklore para unos cursos que impartió hasta 1917. No obstante, el número de cursos y conferencias sobre folklorismo fueron en aumento (en la Sociedad de Ciencias Naturales de Barcelona, en el Instituto de Cultura y Biblioteca Popular de la Mujer, en el Centro Excursionista de Cataluña, en el Centro Autonomista de Dependientes del Comercio y de la Industria, en el Ateneo Barcelonés, etc.).
Colaboró, participó y dirigió muchas iniciativas y actuaciones con entidades y asociaciones excursionistas y culturales de Cataluña, entre otras:
- Director de la Biblioteca Folklórica Catalana (1906).[5]
- Director de la sección de Arqueología, Filología y Folklore del Club Muntanyenc.
- Promotor de la sección de folklore del Centro Excursionista de Cataluña.
- Presidente del Esbart Folklore.
- Colaborador del Archivo de Etnografía y Folklore de Cataluña (fundado por Tomàs Carreras i Artau, el año 1915).
- Corresponsal de la Société des Tradicions Populaires.
- Miembro directivo de la asociación catalana de Antropología, Etnología y Prehistoria.
- Dirección del Llegendari Popular Català (1924-1929) que organizó tres ediciones de concursos para compilar leyendas de las tierras de habla catalana.
- Vinculado a la fundación del Archivo-Museo Folklórico Parroquial de Ripoll (1928).

## El interés por la leyenda delComte Arnau
Un tema que le apasionó en gran medida fue el interés por el estudio y la investigación documental de la leyenda del Comte Arnau. Así, recorrió todos los parajes del Ripollés siguiendo las huellas del Comte Arnau, entrevistando e interrogando a los campesinos, recopilando datos y elaborando fichas, etc.
Estuvo estrechamente vinculado a Ripoll a causa de sus relaciones familiares y de muchas de las estancias veraniegas que realizó. Así, con veinticuatro años de edad ya comenzó a escribir artículos en El Jueves (Ripoll), y posteriormente también lo hizo en otras publicaciones ripollenses como El Puigmal, La Veu Comarcal y Scriptòrium.
Desgraciadamente, a su muerte dejó inacabados muchos escritos y proyectos de libros sobre el Comte Arnau.

## Fondo personal
A la muerte del insigne folklorista, su archivo privado y su biblioteca fueron donados al Archivo Histórico de la Ciudad de Barcelona (AHCB), donde se conservan con el nombre de Biblioteca Serra i Pagès y conforman uno de los fondos de carácter privado más voluminosos de los que se conservan en el AHCB. Cabe destacar la importancia del epistolario con 2664 cartas de los más de 7400 documentos que integran el conjunto del fondo.
La clasificación de los documentos se ha realizado en tres grandes apartados: Documentación personal, actividad profesional –profesor mercantil y folklorista-, los cuales conforman la primera parte del catálogo y el tercer apartado, epistolario, que agrupa la segunda parte. Todo ello precedido, al principio del catálogo, de un apartado de antecedentes familiares con documentación de Antoni Serra i Oliveres.
Procedentes de la biblioteca privada de Serra i Pagès, integrada por 3715 volúmenes en diversos formatos, destacan, por ejemplo, la monumental obra del escritor Giuseppe Pitrè (1843-1916) sobre el folklore siciliano Biblioteca delle tradizioni popolari siciliane, obra en 24 volúmenes; la mayor parte de la obra de reconocido valor científico de Robert Lehmann-Nitsche (1872-1938) sobre folklore universal y muy especialmente argentino; las principales obras de Arnold van Gennep (1873-1957) como la primera edición de Les rites de passage de 1909; de J. G. Frazer (1854-1941); de E. B. Tylor (1832-1917); de Andrew Lang (1844-1912). Son numerosas las publicaciones periódicas antiguas especializadas como: Euskal esnalea, 1908-, Euskalerriaren Alde: revista de cultura vasca, 1911-1931, Revista Internacional de los Estudios Vascos (1907-1936), Rivista delle tradizioni popolari italiane / diretta da Angelo de Gubernatis (1893-94), Revue des traditions populaires: recueil mensuel de mythologie, littérature orale, ethnographie traditionnelle et art populaire (1886-1919), todas estas completas y otras, hasta 82 títulos de revistas, incompletas.
Por lo que respecta al fondo fotográfico personal, llamado también Biblioteca Serra i Pagès, se conserva en el Archivo Fotográfico de Barcelona. Este fondo reúne fotografías de vistas de lugares de Cataluña, mayoritariamente de las comarcas de Girona, entre las cuales destaca una pequeña colección de vistas geológicas de Olot y sus alrededores. También hay imágenes de Andalucía e Italia. Asimismo, el fondo contiene fotografías que reproducen documentos.